# Peter Lemburg
Peter Lemburg (* 1946 in Boltenhagen) ist ein deutscher Architekturhistoriker in Berlin.

## Leben
Peter Lemburg studierte Kunstgeschichte an der FU Berlin und wurde dort 1989 mit einer Arbeit zu dem Architekten Friedrich Adler promoviert.
1988 trat er in den Architekten- und Ingenieurverein zu Berlin-Brandenburg ein, war dort 25 Jahre lang bis 2021 im Vorstand, unter anderem als Schriftführer, tätig. Er betreute das Archiv des Vereins und war langjähriges Mitglied des Schinkelausschusses zur Verleihung des Schinkelpreises. 2009 erhielt er die Schinkelmedaille des Vereins, im Oktober 2021 wurde er Ehrenmitglied.

## Veröffentlichungen (Auswahl)
- mit Werner Hildebrandt, Jörg Wewel: Historische Bauwerke der Berliner Industrie (= Beiträge zur Denkmalpflege in Berlin Heft 1), Senator für Stadtentwicklung und Umweltschutz, Berlin 1988, ISBN 3-920597-51-6, S. 112–113
- Leben und Werk des gelehrten Berliner Architekten Friedrich Adler (1827–1908). Dissertation, Freie Universität Berlin 1989.
- mit Werner Hildebrandt, Jörg Wewel: Bezirk Wilmersdorf, Ortsteil Grunewald. (= Denkmaltopographie Bundesrepublik Deutschland, Baudenkmale in Berlin.) 1. Auflage, Nicolaische Verlagsbuchhandlung Beuermann, Berlin 1993. 2. Auflage, 1994, ISBN 3-87584-342-8.
- mit Michael Haddenhorst (Fotos): Frohnau. Nicolai-Verlag, Berlin 1995.
- mit Werner Hildebrandt, Jörg Wewel-Blake: Aufbruch im Wandel. Der Weg zum Ludwig Erhard Haus. Brandenburgisches Verlagshaus, Berlin 1998, ISBN 3-89488-127-5.
- mit Gabriele Schulz, Dietrich Worbs: Denkmale in Berlin, Bezirk Schöneberg, Ortsteil Friedenau. (Denkmaltopographie Bundesrepublik Deutschland). Willmuth Arenhövel, Berlin 2000, ISBN 3-922912-52-4.
- mit Ulrike Laible, Hans-Dieter Nägelke: 150 Jahre Schinkel-Wettbewerb. Preisgekrönte Ideen und Projekte, Ausstellung Kunstforum Berliner Volksbank. Berlin 2006.